# Vol US Airways 1702
Le 13 mars 2014, à 18 h 30 heure locale, l'Airbus A320 effectuant le vol US Airways 1702, en provenance de Philadelphie, aux États-Unis, et à destination d'Hollywood, dans le même pays, interrompt son décollage de l'aéroport international de Philadelphie survenu juste après la rotation. Lors de cette manœuvre, un éclatement du pneu du train d'atterrissage avant provoque l’effondrement de celui-ci, causant des dommages importants à l’appareil. L’équipage procède alors à l’évacuation d’urgence des 154 personnes à bord, sans faire de blessés graves.

## Appareil impliqué
L'appareil impliqué dans l'accident est un Airbus A320-214 immatriculé N113UW auprès d'US Airways construit en 1999. Il est équipé de deux turboréacteurs CFM International CFM56-5B4. Doté du numéro de série 1141,, il effectue son premier vol le 22 novembre 1999 et fut livré à US Airways le 18 janvier 2000. Au moment de l'accident, l'avion de ligne totalise 44 230 heures de vol.

## Déroulement de l'accident
Au moment du décollage, l’Airbus A320-214 d’US Airways entame sa course sur la piste 27L de l’aéroport international de Philadelphie. Après la rotation, soit le moment où l’avion soulève son nez pour s’envoler, l’équipage décide rapidement d’interrompre le décollage en raison d’un problème mécanique. Peu après, un pneu du train d'atterrissage avant éclate, ce qui entraîne l’effondrement de celui-ci. Cette défaillance provoque un contact direct du nez de l’appareil avec la piste, immobilisant rapidement l’avion.
Face à cette situation d’urgence, les pilotes engagent la procédure d’évacuation pour les 149 passagers et 5 membres d’équipage présents à bord. L’évacuation se déroule dans le calme et sans incident majeur, bien que deux passagers subissent des blessures légères. L’appareil, endommagé de manière significative, est déclaré hors service. L’enquête ultérieure révèle que l’accident résulte d’une combinaison d’une défaillance technique liée à l’éclatement du pneu et d’erreurs dans la gestion des procédures de vol lors de la phase critique de décollage.